# Gloucester River
Der Gloucester River ist ein Fluss im Osten des australischen Bundesstaates New South Wales.

## Verlauf
Er entspringt in den Regenwäldern des Barrington-Tops-Nationalparks mit Antarktischen Buchen (Nothofagus moorei) und Atherosperma. Weiter unten flankieren den Fluss Bäume des subtropischen Regenwaldes, wie die Rote Zeder (Toona cilata) und der Australische Rosa Mahagoni (Dysoxylum fraserianum).

### Nebenflüsse mit Mündungshöhen
- Berrico Creek – 155 m
- Buggs Creek – 135 m
- Sandy Creek – 112 m
- Avon River – 91 m
- Barrington River – 87 m
- Bowman River – 85 m[1]